# Víctor Cea
Víctor Cea Zurita (San Sebastián de los Reyes, Madrid, 21 de mayo de 1984) es un entrenador de fútbol español que actualmente dirige al Real Club Deportivo Espanyol "B" de la Segunda RFEF.

## Trayectoria
Comenzó su carrera como entrenador en Madrid dirigiendo a equipos de cantera de los clubs Juventud Sanse, Alcobendas Levitt CF y Vallecas CF. Posteriormente pasó a dirigir al filial del U.D.San Sebastián de los Reyes. En la temporada 2013-2014 firma por el CD Madridejos de la tercera división castellano manchega, hasta que llegó al Unión Adarve, con el que jugó dos play off a Segunda División B, logrando el histórico ascenso en mayo de 2017. En la temporada 2017-2018 finaliza en undécima posición con el club madrileño.
La temporada 2018-2019 la comenzó como primer entrenador de la Cultural y Deportiva Leonesa de la Segunda División B de España, pero fue destituido en diciembre de 2018 pese estar en zona de playoff.

Durante los primeros meses del 2019, dirige la Selección Sub-19 de Catar. 

En julio de 2019, firma como entrenador de la Unión Deportiva Melilla para dirigir el proyecto deportivo de la temporada 2019-2020.
El 15 de julio de 2020, se convierte en entrenador del Club de Fútbol Talavera de la Reina de la Segunda División B de España. El 7 de abril de 2022, fue destituido de su cargo.
El 29 de marzo de 2023, firma por el Universidad Católica de Murcia Club de Fútbol de la Segunda División RFEF.
El 12 de diciembre de 2023, es destituido como entrenador del Universidad Católica de Murcia Club de Fútbol de la Segunda División RFEF.
El 18 de septiembre de 2024, firma como entrenador del Real Club Deportivo Espanyol "B" de la Segunda RFEF.

## Trayectoria en los banquillos
| Club                                          | País   | Año             |
| --------------------------------------------- | ------ | --------------- |
| Club Deportivo Madridejos                     | España | 2013-2014       |
| Agrupación Deportiva Unión Adarve             | España | 2014-2018       |
| Cultural y Deportiva Leonesa                  | España | 2018            |
| Selección de fútbol sub-19 de Catar           | Catar  | 2019            |
| Unión Deportiva Melilla                       | España | 2019            |
| Club de Fútbol Talavera de la Reina           | España | 2020-2022       |
| Universidad Católica de Murcia Club de Fútbol | España | 2023            |
| Real Club Deportivo Espanyol "B"              | España | 2024-actualidad |